# مانداماری
مانداماری (به انگلیسی: Mandamarri) یک منطقهٔ مسکونی در هند است که در بخش عادل‌آباد واقع شده‌است. مانداماری ۳۸٫۸۴ کیلومتر مربع مساحت و ۶۶٬۱۷۶ نفر جمعیت دارد و ۱۸۸ متر بالاتر از سطح دریا واقع شده‌است.